# アシルピルビン酸ヒドロラーゼ
- アシルピルビン酸ヒドラーゼ

アシルピルビン酸ヒドロラーゼ(Acylpyruvate hydrolase、EC 3.7.1.5)は、以下の化学反応を触媒する酵素である。
3-アシルピルビン酸 + 水{\displaystyle \rightleftharpoons }カルボン酸 + ピルビン酸
従って、この酵素の基質は3-アシルピルビン酸と水の2つ、生成物はカルボン酸とピルビン酸の2つである。
この酵素は加水分解酵素、特にケトンの炭素-炭素結合に作用する酵素である。系統名は、3-アシルピルビン酸 アシルヒドロラーゼ(3-acylpyruvate acylhydrolase)である。チロシン代謝に関与している。